# Poa chapmaniana
Poa chapmaniana är en gräsart som beskrevs av Frank Lamson Scribner. Poa chapmaniana ingår i släktet gröen, och familjen gräs. Inga underarter finns listade i Catalogue of Life.